# Pollegada
Die Pollegada war ein brasilianisch-portugiesisches Längenmaß im Königreich Brasilien und entsprach dem Zoll. Ein Gesetz vom 24. April 1835 sollte Verbesserungen im Maßwesen bringen.
- 1 Pollegada = 1,5 Dedo (Fingerbreit) = 6 Grãos (Gerstenkörner)
- 1 Pollegada = 12 Linhas = 144 Pontos (Linie und Punkte)
- 8 Pollegadas = 1 Palmo de Craveiro (Spanne) = 97,525 Pariser Linien = 0,22 Meter
- 12 Pollegadas = 1,5 Palmo = 1 Pé (Fuß) = 146,2877 Pariser Linien = 0,3285 Meter